# Санта-Марта-де-Магаска
Санта-Марта-де-Магаска (ісп. Santa Marta de Magasca) — муніципалітет в Іспанії, у складі автономної спільноти Естремадура, у провінції Касерес. Населення — 309 осіб (2010).
Муніципалітет розташований на відстані близько 230 км на південний захід від Мадрида, 23 км на схід від Касереса.

## Демографія
Динаміка населення (INE ):

## Галерея зображень
- Розташування муніципалітету у провінції Касерес